# Szabó Dénes (orvos, 1901–1978)
Szabó Dénes (Kőrispatak, 1901. december 17. – Szeged, 1978. január 21.) orvos, sebész.

## Élete
Szabó Dénes és Gálffi Mária fiaként született. A szegedi Ferenc József Tudományegyetem Orvostudományi Karán szerzett orvosi oklevelet 1929-ben. 1924 és 1930 között az egyetem Anatómiai Intézetében dolgozott, 1930 és 1944 között demonstrátor volt a Sebészeti Klinikán, ezt követően pedig mint tanársegéd működött. 1932-ben kapta meg műtősebészi szakorvosi képesítését, 1934-ben pedig a sürgős sebészi beavatkozások a hasüregben című tárgykörből egyetemi magántanárrá képesítették. 1944-től főorvos volt a szegedi Városi Kórház sebészeti osztályán, 1958-tól 1971-ig pedig ugyanott igazgatóhelyettes. 1973-ban nyugdíjazták.
Számos külföldi tanulmányúton járt, 1932-től a Magyar Sebész Társaság tagja volt.
Foglalkozott a sokk-állapottal, a gyomorfekély sebészetével és a Trendelenburg-műtét anatómiai problémáival. Több mint 30 szakközleményt publikált.

### Családja
Felesége Szentpétery Etelka Karolin volt, Szentpétery Zsigmond és Cserkó Papp Etelka lánya, akivel 1932. október 12-én Szegeden kötött házasságot.
Unokája Lang Györgyi (1957–2023) énekesnő, műsorvezető.

## Díjai, elismerései
- Kiváló orvos (1956)
- Munka Érdemérem (1960)[5]
- Felszabadulási Jubileumi Emlékérem (1970)